# 3-тя піхотна дивізія (Третій Рейх)
3-тя піхотна дивізія (Третій Рейх) (нім. 3. Infanterie-Division) — піхотна дивізія Вермахту за часів Другої світової війни.

## Історія
3-тя піхотна дивізія була сформована 1 жовтня 1934 року в ході 1-ї хвилі мобілізації в 3-му військовому окрузі у Франкфурті. З 1 жовтня 1940 дивізія була переформована на 3-тю моторизовану дивізію.

## Райони бойових дій
- Німеччина (жовтень 1934 — серпень 1939);
- Польща (вересень — жовтень 1939);
- Німеччина (Західний Вал) (жовтень 1939 — травень 1940);
- Франція (травень — жовтень 1940).

## Командування

### Командири
3-тя піхотна дивізія
- генерал-майор Курт Гаазе (нім. Curt Haase) (4 квітня 1934 — 1 березня 1936);
- генерал-лейтенант Вальтер Пецель (нім. Walter Petzel) (1 березня 1936 — 11 жовтня 1938);
- генерал-лейтенант Вальтер Ліхель (нім. Walter Lichel) (11 жовтня 1938 — 1 жовтня 1940).

## Нагороджені дивізії
Нагороджені дивізії
|  | Категорія:Кавалери Лицарського хреста Залізного хреста | 2 |